# Мисси-Мезу
Мисси-Мезу (фр. Missi Mezu), настоящее имя Гаэтан Мисси Мезу Куаку (фр. Gaëtan Missi Mezu Kouakou; 4 мая 1996 год, Вильнёв-д'Аск) — габонский футболист, нападающий. Выступает за сборную Габона.

## Биография
Гаэтан родился во Франции имеет габонские корни и гражданство. Футбольную карьеру начал в молодёжной академии «Тулуз-Фонтене», в которой занимался до 2013 года. С 2013 по 2014 год выступал в клубе «Бальма» из второго дивизиона любительского чемпионата Франции. В 2014 году перешёл в «Валансьен». С 2015 по 2016 год сыграл 6 матчей во французской Лиге 2. В июне 2016 года подписал контракт с ФК «Париж», сезон начал в Национальном чемпионате (третий дивизион).
В 2017—2018 годах провёл два сезона в чемпионате Румынии, выступая за клуб «Дунэря». В январе 2019 года перешёл в киевский «Арсенал». 1 марта попал в заявку киевского «Арсенала» на сезон. Дебютировал за столичный клуб 4 марта в победном (1:0) выездном поединке 20-в тура Высшей лиги против донецкого «Олимпика». Мисси-Мезу вышел на поле в стартовом составе, а на 74-й минуте его заменил Александр Ковпак.

## Карьера в сборной
Несмотря на то, что Гаэтан родился во Франции, он решил на международном уровне представлять страну своего происхождения — Габон. Именно за эту сборную Куаку дебютировал 28 мая 2016 года в товарищеском поединке против Мавритании.

## Достижения
«Дунэря»
- Победитель Лиги II: 2017/18